# Hiparhov cikel
Grški astronom Hiparh je vpeljal dva cikla, ki sta bila v literaturi po njem poimenovana šele po njegovi smrti.

## Koledarski cikel
Hiparh je predlagal popravek kalipovega cikla (76 let), ki je bil predlagan kot popravek metonskega cikla (19 let). Mogoče je ugotovitve objavil v knjigi "O dolžini leta" (Περὶ ἐνιαυσίου μεγέθους), ki pa je izgubljena. Iz opazovanj sončevega obrata je Hiparh odkril, da je tropsko leto za okoli 1⁄300 dneva krajše od 365+1⁄4 dni, ki jih je uporabljal Kalip (glej Almagest III.1). Tako je predlagal popravek 1 dneva na 4 kalipove cikle, tako da je 304 let = 3760 lunacij = 111035 dni. To je že zelo dober približek za celo število lunacij na celo število dni napaka le 0,014 dni). Toda v resnici je 1,37 dni daljši kot 304 tropska leta: srednje tropsko leto je v bistvu okoli 1⁄128 dni (11 minut in 15 sekund) krajše kot leto julijanskega koledarja 365+1⁄4 dni. Te razlike se ne morejo popraviti s katerimkoli ciklom, ki je večkratnik 19-letnega cikla 235 lunacij: v osnovnem metonskem ciklu se začnejo kopičiti neusklajenosti med leti in meseci, lunarni meseci pa se morajo sistematsko spreminjati po dnevu glede na sončevo leto (torej mora biti sam metonski cikel biti popravljen) za vsakih 228 let. Seveda iz vrednosti tropskega leta (365,2421896698 dni) in sinodskega meseca (29,530588853) sledi, da je dolžina 228=12*19 tropskih let okoli 83275,22 dni, kar je krajše od dolžine 12*235 sinodskih mesecev, ki so enaki 83276,26 dnem, za en dan in okoli eno uro. Lahko bi se tudi uporabljal še boljši popravek, kjer bi popravili za dva dneva vsakih 437 let, raje kot za en dan vsakih 228 let. Dolžina 437=23*19 tropskih let, okoli 159610,837 dni, je krajše kot 23*235 sinodskih mesecev, okoli 159612,833 dni, za skoraj natančno dva dneva, z razliko le za šest minuti.
Cikel je enak:
- 4267 sinodskim mesecem
- 4630.531 drakonskim mesecem
- 363.531 letom mrkov (727 sezonam mrkov)
- 4573.002 anomalističnim mesecem

## Cikel mrkov
Cikel mrkov, ki ga je odkril Hiparh, je opisan v Ptolemajovem Almagestu IV.2. Hiparh je cikel dobil z 17-kratnikom cikla, ki ga je odkril Kaldejski astronom Kidinu. Skupni produkt se je zelo ujemal s sinodskimi meseci (4267), anomalističnimi meseci (4573), leti (345) in dnevi (126007 + okoli 1 ura). Bil je tudi blizu številu drakonskih mesecev (4630.53 ...). S primerjavo njegovih opazovanj mrkov z babilonskimi zapisi izpred 345 let prej, je lahko potrdil natančnost raznih period, ki so jih uporabljali Kaldejski astronomi.
Hiparhov cikel mrkov je zgrajen iz 21 sarosov manj kot 25 ineksov. V seriji mrkov, ločenih s hiparhovimi cikli, so le trije ali štirje mrki. Na primer, sončev mrk 21. avgusta 2017 je bil naslednji za tistim iz leta 1672 in sledil mu bo leta 2362, a noben prej niti kasneje.